# Maciej Popowicz
Maciej Popowicz (ur. 1984) – polski przedsiębiorca, założyciel portalu nasza-klasa.pl.
Studiował w Instytucie Informatyki Uniwersytetu Wrocławskiego. Został jednym z najmłodszych polskich milionerów po tym, jak w 2007 roku sprzedał niemieckiemu funduszowi venture capital European Founders 20% udziałów „Naszej klasy”, której całkowita wartość oceniana była wówczas na 15 mln zł. W tym samym roku 2007 otrzymał nagrodę Człowieka Roku Polskiego Internetu w wyniku głosowania Akademii Internetu w ramach Web Star Festival.
W 2011 współzałożył spółkę Ten Square Games zajmującą się produkcją gier mobilnych opartych na modelu free-to-play. Z końcem maja 2020 odszedł ze stanowiska prezesa zarządu. W latach 2020–2022 kilkukrotnie sprzedawał część posiadanych w spółce udziałów. W sumie na przestrzeni trzech lat współzałożyciele spółki sprzedali akcje za nieco ponad 713 mln zł.
W 2021 zajął 43. miejsce na liście najbogatszych Polaków magazynu „Forbes” z majątkiem wycenianym na 1,3 mld zł.